# Emma Lauter
Emma Lauter (* 31. August 1838 in Kölleda; † 26. Oktober 1926 in Weißenfels) war eine deutsche Schriftstellerin, die auch als Emma Lauter-Richter publizierte.

## Leben
Emma Lauters Vater war Lehrer in Kölleda. Sie heiratete 1861 den Kassen-Rendanten Lauter und lebte mit ihm in Weißenfels. Neben ihrer Tätigkeit als Hausfrau und Mutter schrieb sie heimlich und gegen den Willen ihres Mannes Gedichte, Theaterstücke, Novellen und Romane, die zunächst in Zeitungen und Zeitschriften und später gesammelt als Bücher erschienen. Einige ihrer Theaterstücke wurden vom Weißenfelser Stadttheater aufgeführt.

## Werke
- Erinnerung an Weissenfels und seine Umgebung. Topographie. (Reim-Chronik.) Prange, Weissenfels 1892.
- Die Gnädigen. Lustspiel in 4 Aufzügen. Schmidt, Leipzig 1896.
- Der brave Johann oder: Eine komische Verwechselung. Lustspiel. Schmidt, Leipzig 1896.
- Sigrid oder: Durch Nacht zum Licht. Schauspiel in 5 Aufzügen. Schmidt, Weißenfels/Leipzig 1896.
- Doktor Kultur oder: Ein modernes Lustspiel. Lustspiel in vier Aufzügen. Weißenfels 1900.
- Auf der Harzburg oder: Die Wahrheit in Märchen. Dramatisches Märchen in Versen umfassend 4 Aufzüge. Weissenfels 1900.
- Dornröschen oder: Die Macht der Liebe. Dramatisches Märchen. Weißenfels 1900.[1]